# Cantharoctonus bruesii
Cantharoctonus bruesii är en stekelart som beskrevs av Statz 1936. Cantharoctonus bruesii ingår i släktet Cantharoctonus och familjen bracksteklar. Inga underarter finns listade.